# Marko Krivokapić
Marko Krivokapić (Senta, Sèrbia, 13 de maig de 1976) és un jugador d'handbol professional serbi que juga a la posició de lateral esquerre, i milita des del 2008 al Club Balonmano Valladolid de la Lliga ASOBAL. Mesura 1,94 metres i pesa 97 kilos. Ha guanyat una Recopa d'Europa (2008/09) i una Copa.